# Sandved (Denemarken)
Sandved is een plaats in de Deense regio Seeland, gemeente Næstved. De plaats telt 760 inwoners (2008).